# Batalla de Soncino
La Batalla de Soncino fue una batalla de las Guerras de Lombardía, que tuvo lugar en marzo de 1431 . Se libró entre los ejércitos de la República de Venecia, comandados por Francesco Bussone y el Ducado de Milán, al mando de Francesco Sforza y Niccolò da Tolentino .

## Antecedentes
A principios de 1430, el duque de Milán Filippo Maria Visconti, incapaz de intervenir militarmente en la defensa de Lucca contra los florentinos debido a la paz establecida con el Papa Martín V, había pretendido expulsar a Francesco Sforza de su dominio, confiándole en realidad el mando de algunas tropas y financiación de operaciones militares en Toscana. Sforza había logrado obligar al general enemigo Niccolò Fortebraccio a levantar el asedio y luego abandonó la ciudad tras el pago de 70.000 florines por parte de los florentinos. Posteriormente habían reanudado las operaciones contra la ciudad que, solicitando una vez más la ayuda de los milaneses y de Génova, había obtenido la ayuda de un ejército dirigido por Niccolò Piccinino que el 2 de diciembre de 1430 derrotó a Guidantonio da Montefeltro en la batalla del Serchio. El 20 de febrero de 1431 murió Martín V y en su lugar fue elegido el veneciano Eugenio IV. Los venecianos, considerando rota la paz establecida por los milaneses con el anterior pontífice y considerando favorable la situación, se desplazaron con un ejército dirigido por Carmagnola desde Orzinuovi hacia Soncino, pueblo fortificado de gran importancia estratégica ya que estaba situado para defender un puente. sobre el río Oglio.

## La batalla
El ejército veneciano, dirigido por Francesco Bussone, había conseguido, tras varios intentos, llegar a un acuerdo con el capitán de la guarnición de Soncino, a fin de obtener la rendición de la ciudad sin derramamiento de sangre a cambio de una importante suma de dinero. El capitán, sin embargo, también estaba negociando con los milaneses, liderados por Niccolò da Tolentino y Francesco Sforza, cuyo ejército acababa de llegar a Cremona procedente de Mirandola . El 16 de marzo de 1431, Carmagnola decidió hacer marchar el ejército veneciano, acampado en Orzinuovi, fuerte con 2.000 infantes y 3.000 jinetes, hacia Soncino para obtener la rendición de la ciudad de una vez por todas, convencido de que no opondría resistencia. Una vez que llegó al campo fue atacado por los milaneses dirigidos por Francesco Sforza. La batalla duró horas hasta que Carmagnola logró repeler a Sforza quien, forzado o intencionadamente, se retiró del campo perseguido por los venecianos. Durante la retirada, los soldados de Niccolò da Tolentino cayeron sobre los venecianos, ya cansados de la lucha, dispersaron sus filas y los obligaron a huir. Carmagnola apenas logró escapar de la captura y se refugió en Brescia con sólo seis caballos a cuestas. Los milaneses capturaron 1.600 caballos y los 500 infantes venecianos supervivientes.

## Consecuencias
El ejército milanés logró capturar alrededor de dos mil prisioneros y conservó una de las aldeas fortificadas más estratégicas en la frontera con el territorio de la República de Venecia . El ejército veneciano avanzó hacia el sur, hacia Cremona . Una vez fracasada la ofensiva terrestre, los venecianos enviaron a lo largo del Po una poderosa flota fluvial de 37 galeras y 100 barcos más pequeños al mando de Niccolò Trevisan . Los milaneses respondieron reuniendo una flota de 56 galeras y decenas de barcos más pequeños liderados por Pasino degli Eustachi en Pavía . El enfrentamiento entre las dos flotas se produciría entre el 21 y el 22 de junio de 1431 cerca de Cremona, resultando en una aplastante victoria milanesa.

## Artículos relacionados
- Batalla de Pavía (1431)
- Ducado de Milán
- Francesco Bussone
- Francisco Sforza
- Nicolás de Tolentino
- República de Venecia

- Datos: Q4872411